# Roser Argemí d'Abadal
Roser Argemí d'Abadal (Barcelona, 1946) ha estat professora, escriptora i col·laboradora del moviment veïnal barceloní.
És llicenciada en Filosofia i Lletres per la Universitat de Barcelona (1968) i MA per New York University (1970). Ha donat classes de castellà i català a diversos nivells escolars i ha traduït llibres i articles.
Des del 1973 ha fomentat i col·laborat activament en el moviment veïnal de Barcelona (FAVB, CONFAVC i associació de veïns de Vallvidrera), en temes urbanístics, socials i ambientals, i ha participat activament en la difusió escrita d'aquestes entitats. Per la seva labor social va rebre la Medalla d'Honor de la ciutat de Barcelona l'any 2002.
També és sòcia de consum d'Abacus cooperativa des dels seus inicis i col·laboradora en la difusió de bones pràctiques ambientals. Col·labora amb la Fundació Nucli Antic per impulsar diversos projectes contra la marginació (distribució d'aliments i ajuda per trobar feina).